# Cumbres de San Bartolomé
Cumbres de San Bartolomé là một thị trấn ở tỉnh Huelva, Tây Ban Nha. Theo điều tra dân số năm 2006, thị trấn này có 500 dân.

## Dân cư
| 1999 | 2000 | 2001 | 2002 | 2003 | 2004 | 2005 |
| ---- | ---- | ---- | ---- | ---- | ---- | ---- |
| 572  | 575  | 557  | 553  | 541  | 523  | 500  |

Nguồn: INE (Tây Ban Nha)